# Pulkovo Internationale Lufthavn
Pulkovo Internationale Lufthavn, (russisk: Аэропорт Пулково) (IATA: LED, ICAO: ULLI) er den eneste fungerende lufthavn i Sankt Petersborg. Pulkovo er placeret 20 km sydvest for Sankt Petersborg i Rusland. I 2014 ekspederede lufthavnen I 2014 14,3 millioner passagerer og 147.415 flybevægelser.
I 2015 var Sjeremetevo den travleste internationale lufthavn i Moskva-området med 31.280.000 passagerer. Domodedovo den næst vigtigste med 30,5 mio. passagerer og Vnukovo den mindste af de tre internationale lufthavne med 15,8 mio. passagerer.

## Historie
Oprindeligt hed lufthavnen "aerodrom Sjossejnaja", opkaldt efter den nærliggende jernbanestation. Anlægsarbejderne indledtes i januar 1931, og var fuldført 24. juni 1932, hvor det første fly ankom samme dag efter halvanden times flyvning fra Moskva med passagerer og post.
Under anden verdenskrig lå lufthavnen ved frontlinjen af de tyske styrkers belejring af Leningrad. Der var ingen flyvninger fra lufthavnen mellem 1941 og 1944. Pulkovo-højene nær lufthavnen var besat af tyske styrker og blev brugt som base for tungt tysk artilleri, der daglig bombarderede Leningrad med langtrækkende artilleri. I januar 1944, efter den tyske tilbagetrækning på Østfronten blev lufthavnen atter taget i brug til fragt- og postflyvninger efter at startbanerne var blevet midlertidigt repareret.
I februar 1948 var skaderne efter krigen udbedret, og lufthavnen blev taget i brug til regelmæssig passagertrafik. I 1949 var der flyvninger til fem større byer i Sovjetunionen, og yderligere 15 kortdistance ruter til den nordvestlige del af Sovjetunionen.
I 1951 blev terminalerne bygget om for at kunne håndtere større fly og omkring midten af 1950'erne blev en ny forlænget startbane bygget, som var dimensioneret til at kunne betjene større jetfly, som Iljushin Il-18 og Tupolev Tu-104.
I 1965 blev lufthavnen opgraderet til ICAO-kategori 1-standard, og kunne således benyttes til international trafik. En nybygget Terminal 1 blev opført for at kunne håndtere indenrigstrafikken, der øgedes med 40%-50% hvert tiår efter 1970'ene.

## Den nye lufthavn
Pulkovo er Ruslands fjerde mest trafikerede lufthavn (2007) efter de tre lufthavnene i Moskva: Domodedovo, Sjeremetjevo og Vnukovo. Mens antallet indenrigs og internationale flyvninger øgede, stagnerede Pulkovos passagertal mellem 1990 (4 837 000) og 2006 (lidt over 5 millioner), samtidigt øgede antallet af internationale flyvninger. Det anslås, at Pulkovo i 2025 vil have over 17 millioner passagerer.
Tidligere bestod Pulkovo af to terminaler, der lå med kilometers afstand uden direkte trafikforbindelser. Den 27. februar 2014 blev den renoverede Pulkovoterminal, der oprindeligt blev bygget i 1973, taget i brug, og den tidligere Pulkovo-terminal-to lukkede for flyvninger den 28. marts samme år. Med udbygningen og renoveringen af Pulkovoterminalen er kapaciteten steget til 17 millioner passagerer pr. år. Lufthavnen har to startbaner. Bane 10R/28L er 3 782 m lang. Den andre rullebanen er 3 410 m lang.
Inden 2025 er der planlagt en omfattende modernisering af hele infrastrukturen i Pulkovo.

## Selskaber og destinationer
Pulkovo betjenes af over tres flyselskaber, blandt disse SAS med forbindelense til Stockholm og København og Norwegian med forbindelse til Oslo.